# 지다 겐타
지다 겐타(일본어: 千田 健太, ちだ けんた, 1985년 8월 2일~)는 일본의 펜싱 선수로 주 종목은 플뢰레이다. 2012년 하계 올림픽에서 그는 남자 플뢰레 개인전과 단체전에 출전하였다. 그는 개인전 32강에서 프랑스의 빅토르 생테에 11-15로 패하며 탈락하였다. 이후, 그는 단체전에서 은메달을 획득하였다.